# 윌러비 언덕의 늑대들
윌러비 언덕의 늑대들은 조안 에이킨이 저술한 아동문학으로, 1962년에 처음 출판되었다. 가공의 영국을 배경으로, 사촌인 보니와 실비아, 친구인 거위치기 사이먼이 가정교사 슬리카프 씨의 사악한 계획에 빠져 모험을 떠나게 되는 이야기를 그리고 있다.
이 소설은 늑대 연대기의 첫 번째 작품으로, 제임스 3세가 다스리는 가상의 19세기를 배경으로 하고 있다. 많은 늑대들은 새로운 "채널 터널"을 통해 혹독하게 추운 러시아와 유럽으로부터 영국으로 이주해왔으며, 지속된 사냥으로 거주민들을 두려움에 떨게 한다. 에이킨은 수년간 이 책을 저술했고, 완전한 작품을 내기까지 7년간의 공백이 있었다. 작가의 두 번째 소설인 이 작품의 성공 이후 에이킨은 일을 그만두고 전업 작가로 전향했다.
존 로우 타운센드는 이 작품을 일컬어 "잔혹한 악당과, 결국엔 승리하는 정의에 관한 이야기."라고 평했다.
이 작품은 1989년 동명의 영화로 각색되었다.

## 줄거리
이 이야기는 윌러비 가족의 웅장하고 외딴 저택이 있는 윌러비 언덕을 배경으로 하고 있다.
그린 부인의 병환이 깊어지자 따뜻한 지중해로 요양을 떠나기로 한 윌러비 경은 그간 보니를 돌봐줄 사람으로 먼 사촌인 레티셔 슬리카프를 초청한다. 또한 한때 지체 높은 숙녀였지만 지금은 가난하게 런던에서 살고 있는 윌러비 경의 누나 제인이 돌보는 친척 실비아도 부모님이 돌아가시고 너무 늙은 제인이 돌봐줄 수 없게 되자 윌러비 언덕으로 오게 된다. 실비아는 눈덮힌 시골에서 오랫동안 여행하는 것에 두려움을 느끼며, 이는 늑대가 정차한 기차를 위협할 때 극에 달한다. 하지만 다행히 실비아는 잘 도착해 보니와 금세 친구가 된다. 강인하고 모험심 넘치는 보니는 실비아에게 즐거운 시골 생활을 느끼게 해주며 같이 아이스 스케이팅을 떠난다. 늑대들에게 쫓기는 공포스러운 경험 끝에 그 모험은 끝나게 되는 듯 했으나, 동굴에 살면서 거위와 벌을 키우는 똘똘한 소년 사이먼의 도움으로 다행히 잘 해결된다.
소녀들은 곧 자신들의 행복이 오래가지 못함을 알게 된다. 기차에서 내린 신원불명의 사나이 그림쇼 씨는 슬리카프 씨와 작당하고 집을 차지한 뒤 말을 듣지 않는 하인들을 해고시키며 명령에 불응하면 모두 체포하겠다고 위협한다. 슬리카프 씨는 그린 부인의 가운을 입고 윌러비 경의 법적 문서를 조작한다. 한편 보니와 실비아는 부모님이 탄 배를 누군가 침몰시켰다는 불길한 소식을 엿듣게 된다. 보니와 실비아는 슬리카프 씨를 염탐해주는 영리한 하인 제임스와 사랑스럽고 충성스런 하녀 패턴, 거위치기 소년 사이먼을 빼고 모든 것을 잃게 된다.
소녀들은 이 범죄를 고발하기 위해 현명하고 친절한 한 의사에게 편지를 쓰지만 슬리카프 씨에게 들켜버리고 저택에서 쫓겨난다. 소녀들은 외곽 공장지대에 위치한 고아원으로 가게 되는데, 이 곳은 무시무시한 브리스켓 양과 버릇 없고 허영심 넘치는 딸 다이아나가 운영하는 곳이다.
실비아는 고된 작업과 추운 방, 더러운 옷, 부족한 식사 때문에 병을 얻어 점점 야위어 가고, 보니는 이제 탈출해야 할 때라는 걸 깨닫는다. 그녀는 마을에 거위를 파는 충성스런 사이먼을 만나 탈출할 계획을 세운다. 패턴이 몰래 준 누더기 옷 몇 벌과 사이먼이 복사해준 열쇠 덕분에 둘은 무사히 탈출한다. 이 한겨울에도 불구하고 소녀들은 혹독한 고아원과 노역생활보다 사이먼의 거위 수레가 더 따뜻하고 낫다고 느낀다. 실비아가 회복된 이후 셋은 런던에 있는 제인 고모를 찾기 위해 2달간 여행을 떠난다.
런던에 도착한 셋은 제인 고모가 가난과 굶주림으로 죽어가는 것을 알게 되지만, 아래층에 사는 친절하고 특이한 의사의 도움으로 다시 건강을 되찾는다. 그들은 또한 그날 밤 여관으로 숨어든 그림쇼 씨를 잡는다. 경찰과 가족 변호사와 대면한 그림쇼 씨는 모든 계획을 자백하고, 소녀들은 경찰과 함께 윌러비 언덕으로 돌아온다. 그들은 슬리카프 씨와 브리스켓 부인을 속여 모든 범행을 드러나게 한다. 이때 보니의 부모님이 침몰한 배에서 살아돌아온다. 카나리아 제도의 온화한 기후에서 몇 달을 보내고 그린 부인은 건강이 회복되었고, 윌러비 경은 즉시 슬리카프 씨가 강탈해 간 것들을 되찾아온다. 보니의 부모님은 실비아를 입양하고 브리스켓 부인의 학교를 사들인 후, 자존심 강한 제인 고모에게 돈을 주는 대신 학교의 운영을 부탁한다.

## 등장 인물
보니 그린 :
보니는 모험심 넘치고 명랑한 소녀이다. 어떤 때에는 불 같은 성미를 드러내기도 하는데, 슬리카프 씨가 어머니의 가장 아끼는 드레스를 입었을 때 그 성격이 드러났다. 다소 버릇이 없으지만, 밝고 고운 마음씨를 가진 소녀이다. 검은 머리와 반짝이는 푸른 눈을 가지고 있다. 체구는 자그마하지만 건강하고 체력이 넘치는데, 이는 브리스켓 부인의 가혹한 고아원에서 빛을 발한다.
실비아 그린 :
실비아는 사촌보다 더 조용하고 공손한 아가씨 같은 아이이지만, 노는 것을 좋아하며 뜨개질에 능숙하다. 그녀에게 윌러비 언덕의 모든 것은 우아하면서도 이상하게 느껴진다. 다양한 경험을 해보지 못했지만 보니의 모험에 금세 빠져든다. 단정한 머리에 가냘픈 몸매를 지니고 있으며, 이 때문에 브리스켓 부인의 고아원에 있으면서 건강이 몹시 나빠진다.
제인 그린 고모 :
보니와 실비아의 고모이자 윌러비 경의 누나이다. 고운 마음씨를 지녔지만 다소 엄격하고 자부심에 차 있는 여성이다. 자신의 집에 머무르면서 굶주림으로 거의 죽을 지경에 다다르지만 자존심 때문에 도움을 요청하지 않는다. 회복된 이후 브리스켓 부인의 고아원을 훌륭한 학교로 만들어내고 다이아나를 정숙한 숙녀로 교육시킨다.
레티셔 슬리카프 씨 :
슬리카프 씨는 잔혹하고 냉정한 폭군이자 욕심 많은 사기꾼이다. 윌러비 경의 돈을 노리고 있으며, 소녀들, 특히 말을 듣지 않는 보니를 괴롭히는 것을 진심으로 즐기는 것처럼 보인다. 키가 크고 거대한 체형을 가지고 있다.
거트루드 브리스켓 부인 :
보니와 실비아가 보내졌던 고아원의 주인인 노란 눈의 브리스켓 부인은 크고 게으른 여인이다. 외관은 슬리카프 씨와 정반대이지만 똑같이 거만하고 남을 깔아뭉개는 것을 즐긴다. 돈에 몹시 관심이 있어 자신의 작업장을 고아원으로 운영하며, 담당 장학사가 찾아올 때만 아이들에게 무언가를 가르치는 척 한다.
다이아나 브리스켓 :
다이아나는 브리스켓 부인의 악의 넘치고, 버릇 없으며, 잔인한 딸이다. 다른 사람의 관심을 받고 권력을 행사하는 것을 좋아하며, 어머니 말에도 따르지 않는다. 브리스켓 부인의 몰락하면서 빈털털이가 되지만 제인 고모의 가르침을 받아 새로 태어난다.
조시아 그림쇼 :
그리프의 사무실에서 일하던 중 위조 행위로 해고된 그림쇼는 자신의 재능을 슬리카프 씨에게 위조 문서를 만드는 데 사용해주었고 이는 후에 윌러비 경이 그녀에게 윌러비 언덕의 모든 것을 위임하게 만들었다.
그리프 씨 :
가족 변호사인 그리프 씨는 윌러비 경의 재산이 강탈당하는 음모에 속아넘어간 뼛속까지 친절한 사람이다.
몰스킨 씨:
몰스킨 씨는 브리스켓의 고아원에서 요리사로 일하고 있다. 난폭한 그녀는 손에 닿을 때마다 고아들을 마구 때린다. 몰스킨 씨의 부엌은 불결하고, 그녀가 만드는 육수(보니가 그녀의 얼굴에 던진)에서는 썩은 냄새가 난다.
패턴 :
보니의 친절한 하녀이다. 다른 사람들이 모두 해고된 이후에도 저택에 머무르고 있으며, 소녀들이 안전하게 있을 수 있도록 하고 있다. 그리고 그녀는 사이먼과 제임스를 도와 고아원에서 소녀들이 탈출하게 한다.
제임스 :
윌러비 언덕의 충직한 하인이다. 다른 사람들이 모두 해고된 이후에도 남아 슬리카프 씨로부터 소녀들을 보호한다. 사이먼과 제임스를 도와 소녀들의 고아원 탈출을 도우며, 슬리카프 씨와 브리스켓 부인의 체포에도 한몫을 한다.
사이먼 :
보니와 실비아보다 나이가 많지 않은 소년으로, 가혹한 농부에게서 도망쳐나와 윌러비 언덕의 동굴에 살면서 벌과 거위를 치고 있다. 착하고 근면한 사이먼은 보니를 존경하며 그녀를 지켜주려 한다. 작중 늑대에게서 소녀들을 구해준 적도 있고 고아원에서 탈출하는 데에도 사이먼의 도움이 빛을 발한다. 모피를 입고 있고 목소리가 따스한 소년이다. 또한 타고난 예술가이기도 하며 런던으로 가는 도중 자신의 재능으로 돈을 벌기도 한다.
루시 :
브리스켓 부인의 고아원에서 실비아와 보니가 처음 만난 친구로 가장 친한 친구인 엠마와 함께 다닌다.
엠마 :
브리스켓 부인의 고아원에 있을 때 세탁소에서 실비아에게 일을 가르치는 소녀로 실비아와 보니의 가장 친한 친구가 된다.
앨리스 :
브리스켓 부인의 고아원에서 가장 질 나쁜 친구로, 다른 소녀들을 고발해서 자신의 이득을 취한다. 브리스켓 부인은 고발의 대가로 치즈 한 조각을 준다.
가브리엘 필드 박사 :
제인 고모를 간호해 다시 건강하게 하고 악당들을 경찰에 신고한다. 사이먼이 작품활동을 할 수 있도록 돕기도 한다.
프렌드십 씨 :
고아원의 장학사이지만 유능한 장학사가 되기엔 주의력이 부족해 보인다. 교실은 얼음장같이 춥고, 아이들은 낡아빠진 옷을 입고 있으며, 앙상한 몸을 가지고 있음에도 브리스켓 부인의 고아원이 잘 운영된다고 바보처럼 믿는다.